# Тернопільська обласна рада
Терно́пільська обласна́ ра́да — представницький орган місцевого самоврядування в Тернопільській області України.

## Відомості
Тернопільська обласна рада представляє спільні інтереси територіальних громад сіл, селищ, міст, у межах повноважень, визначених Конституцією України, Законом України «Про місцеве самоврядування в Україні» й іншими законами, а також повноважень, переданих їм сільськими, селищними, міськими радами.
Обласна рада складається з депутатів, обирається населенням Тернопільської області терміном на п'ять років. Рада обирає постійні і тимчасові комісії. Обласна рада проводить свою роботу сесійно. Сесія складається з пленарних засідань і засідань її постійних комісій.

## Історія
Після утворення Тернопільської області в 1939 році була сформована Тернопільська обласна рада. Був привезений з УРСР виконком, який очолював голова.

## Теперішнє скликання
За підсумками виборів 25 жовтня 2020 року до Тернопільської обласної ради обрали 64 депутата, які утворили 6 фракцій. До коаліції увійшли наступні фракції: "Свобода", "За майбутнє", "Слуга народу" та "Довіра". В опозиції залишилися "Європейська солідарність" та "Батьківщина".

### VII скликання
Європейська Солідарність (17)

     Свобода (13)

     За майбутнє (12)

     Слуга народу (8)

     Батьківщина (8)

     Довіра (6)

Депутати 7-го скликання (від 2020):
1. Барна Степан Степанович
2. Батіг Віталій Степанович
3. Білик Любомир Степанович
4. Боберський Олег Володимирович
5. Болєщук Володимир Михайлович
6. Бочан Любов Олегівна
7. Бугай Іван Тарасович
8. Буринюк Петро Павлович
9. Бутковський Богдан Леонідович
10. Валов Олег Володимирович
11. Вермінський Володимир Євгенович
12. Вислоцький Василь Михайлович
13. Войцишин Олег Іванович
14. Гач Володимир Олегович
15. Головко Михайло Йосифович
16. Головко Назарій Йосифович
17. Градовий Василь Степанович
18. Деревляний Василь Тимофійович
19. Дрюченко Ярослав Олександрович
20. Дячун Тарас Васильович
21. Жмінка Ігор Васильович
22. Заставна Ольга Петрівна
23. Захарків Ярослав Петрович
24. Карачка Іван Володимирович
25. Кобель Василь Миколайович
26. Кривоніс Вікторія Борисівна
27. Крупа Любомир Левкович
28. Лебонтов Святослав Володимирович
29. Леськів Ігор Юрійович
30. Любінський Олег Євгенович
31. Марків Наталія Василівна
32. Милий Денис Юрійович
33. Мисик Володимир Святославович
34. Мороз Роман Мирославович
35. Мормуль Оксана Євгенівна
36. Ништа Юрій Михайлович
37. Онишків Наталія Мирославівна
38. Осінчук Уляна Степанівна
39. Пінь Михайло Миколайович
40. Поляк Ольга Михайлівна
41. Риндюк Микола Васильович
42. Семерез Володимир Петрович
43. Сиротюк Олег Мирославович
44. Соколишин Ольга Михайлівна
45. Сопель Ігор Михайлович
46. Стечишин Алла Василівна
47. Твердохліб Віктор Васильович
48. Тимошик Михайло Морозенкович
49. Труш Володимир Любомирович
50. Турецька Наталія Іванівна
51. Ференц Василь Володимирович
52. Хаєцька Юлія Володимирівна
53. Хомінець Василь Петрович
54. Чашка Василь Геннадійович
55. Чашка Марія Теодорівна
56. Чоботарь Валерій Георгійович
57. Шафранський Віталій Богданович
58. Шумада Ірина Василівна
59. Щиголь Олег Олексійович
60. Юрик Тарас Зіновійович
61. Юрик Юрій Зеновійович
62. Яремчук Юрій Володимирович
63. Ярмоленко Ольга Маркіянівна

## Попередні скликання

### VI скликання
Блок Петра Порошенка (18)

     ВО «Свобода» (13)

     ВО «Батьківщина» (10)

     Об'єднання «Самопоміч» (6)

     Радикальна партія Олега Ляшка (5)

     Громадський рух «Народний контроль» (5)

     Громадянська позиція (4)

     УКРОП (3)
Депутати 6-го скликання (2015—2020):
1. Бабала Василь Васильович
2. Бабій Ольга Павлівна
3. Баконь Ігор Йосипович
4. Барна Степан Степанович
5. Башта Олександр Ілліч
6. Березовський Юрій Романович
7. Білик Антон Іванович
8. Білик Любомир Степанович
9. Бобко Володимир Олегович
10. Богуш Андрій Петрович
11. Болєщук Володимир Михайлович
12. Боярський Вадим Андрійович
13. Бутковський Богдан Леонідович
14. Василишин Андрій Володимирович
15. Василіцький Роман Романович
16. Васько Петро Зеновійович
17. Винницький Орест Іванович
18. Вислоцький Василь Михайлович
19. Вовчок Інна Ігорівна
20. Гадз Петро Іванович
21. Гасюк Осип Амброзович
22. Градовий Василь Степанович
23. Деревляний Василь Тимофійович
24. Дзюбан Юрій Іванович
25. Заліщук Володимир Васильович
26. Зарівний Василь Миколайович
27. Заріцька Надія Романівна
28. Заставна Ольга Петрівна
29. Іванишин Володимир Васильович
30. Коцемір Сергій Вікторович
31. Крижовачук Олег Петрович
32. Крупа Любомир Левкович
33. Курило Орест Степанович
34. Леськів Ігор Юрійович
35. Лісовський Володимир Романович
36. Любінський Олег Євгенович
37. Марущак Іван Петрович
38. Масник Наталія Богданівна
39. Мерена Ігор Семенович
40. Мисик Володимир Святославович
41. Навольський Іван Михайлович
42. Нитка Роман Олегович
43. Овчарук Віктор Вікторович
44. Пилипів Микола Іванович
45. Пінь Михайло Миколайович
46. Поляк Ольга Михайлівна
47. Ратушняк Андрій Мирославович
48. Римар Лариса Іванівна
49. Риндюк Микола Васильович
50. Самсоненко Олександр Феодосійович
51. Свистун Роман Васильович
52. Синоверський Любомир Васильович
53. Сиротюк Олег Мирославович
54. Сліпець Петро Ярославович
55. Тарашевський Сергій Олександрович
56. Тимошик Михайло Морозенкович
57. Тимчишин Володимир Іванович
58. Турецька Наталя Іванівна
59. Ференц Василь Володимирович
60. Фидрин Віталій Михайлович
61. Цибульський Андрій Іванович
62. Швець Сергій Петрович
63. Шуляр Олег Богданович
64. Яциковський Богдан Ігорович

### V скликання (позачергові вибори)[5]
Депутати 5-го скликання (2009—2015), обрані на позачергових виборах 15 березня 2009 року:
1. Баконь Ігор Йосипович
2. Бас Тарас Ярославович
3. Бенько Руслан Степанович
4. Бицюра Леонід Олексійович
5. Білик Антон Іванович
6. Боберський Олег Володимирович
7. Бобко Володимир Олегович
8. Болєщук Володимир Михайлович
9. Бусько Олександра Петрівна
10. Бучковський Мирон Михайлович
11. Вардинець Ігор Степанович
12. Васенда Володимир Романович
13. Гавришків Святослав Любомирович
14. Галяс Ярослав Дмитрович
15. Гасюк Осип Амброзович
16. Горохівський Антон Миколайович
17. Гук Олег Володимирович
18. Гульовський Володимир Орестович
19. Гусак Софія Петрівна
20. Демчишин Сергій Ілліч
21. Демчук Світлана Леонтіївна
22. Довгалюк Віктор Петрович
23. Друзь Іван Володимирович
24. Дутка Євген Миколайович
25. Жирук Володимир Степанович
26. Калявський Юрій Романович
27. Камінський Володимир Володимирович
28. Капуста Тарас Ярославович
29. Каратаєв Віталій Володимирович
30. Качаловська Оксана Петрівна
31. Кварцяний Юрій Андрійович
32. Кидонь Олександра Сергіївна
33. Кісь Іван Іванович
34. Козак Андрій Степанович
35. Кондира Степан Володимирович
36. Коритко Ігор Іванович
37. Костів Олег Євстахійович
38. Котовський Ярослав Павлович
39. Крекотень Мар’ян Володимирович
40. Крижовачук Олег Петрович
41. Крупа Любов Миколаївна
42. Крушельницький Зіновій Володимирович
43. Курницький Іван Іванович
44. Кузик Мирон Григорович
45. Курило Орест Степанович
46. Курило Володимир Михайлович
47. Ларва Віталій Михайлович
48. Лазаренко Юрій Вікторович
49. Левчук Степан Петрович
50. Ленчук Іванна Андріївна
51. Липка Василь Богданович
52. Лисак Віталій Франкович
53. Любінський Олег Євгенович
54. Малецький Юрій Романович
55. Мандзюк Наталія Михайлівна
56. Мартинюк Василь Іванович
57. Ментух Фелікіссім Андрійович
58. Мисюк Лариса Володимирівна
59. Михальчук Ігор Богданович
60. Мізинчук Степан Іванович
61. Навольський Іван Михайлович
62. Навольський Ярослав Михайлович
63. Навроцький Роман Ярославович
64. Олійник Богдан Степанович
65. П’яла Ярослава Павлівна
66. Петренко Сергій Петрович
67. Петровський Володимир Михайлович
68. Пилипів Микола Іванович
69. Плисюк Олена Ігорівна
70. Попадинець Ігор Миколайович
71. Пудлик Юрій Йосипович
72. Рій Євген Васильович
73. Романишин Ольга Михайлівна
74. Русенко Андрій Орестович
75. Савків Олексій Богданович
76. Самсоненко Олександр Феодосійович
77. Семанишин Борис Васильович
78. Синоверський Любомир Васильович
79. Слободян Ірина Любомирівна
80. Стадник Олександр Михайлович
81. Стаюра Володимир Іванович
82. Сувалко Ярослав Іванович
83. Тарашевський Сергій Олександрович
84. Тимошик Михайло Морозенкович
85. Токаренко Юрій Мефодійович
86. Турецька Наталя Іванівна
87. Турецький Степан Петрович
88. Федик Олег Володимирович
89. Федик Павло Дмитрович
90. Федуна Андрій Федорович
91. Хацановський Іван Станіславович
92. Хомінець Василь Петрович
93. Цаль Ярослава Володимирівна
94. Чашка Марія Теодорівна
95. Чубатий Віктор Дмитрович
96. Чубатий Володимир Євгенович
97. Шафранський Віталій Богданович
98. Шевчук Василь Ігорович
99. Шевчук Федір Назарович
100. Шергей Григорій Платонович
101. Яворський Назар Іванович
102. Чачо Олександр Іванович
103. Улішак Алла Кирилівна
104. Вибираний Павло Васильович
105. Карпик Ярослав Михайлович
106. Лис Євген Євгенович
107. Кравець Василь Павлович

### V скликання
Депутати 5-го скликання (2006—2009):
1. Миколенко Михайло Архипович
2. Крисак Іван Богданович
3. Апостол  Михайло Володимирович
4. Шкільний Михайло Михайлович
5. Романків Ігор Петрович
6. Більчук Микола Миколайович
7. Ольшаковський Ігор Михайлович
8. Олійник Михайло Іванович
9. Ференц Василь Володимирович
10. Мізоцький Олег Сергійович
11. Сличенюк Михайло Ярославович
12. Білик Мирослав Степанович
13. Бойко Володимир Богданович
14. Кухарський Теодозій Васильович
15. Левчук Олександр Петрович
16. Кривонос Володимир Павлович
17. Сандій Микола Григорович
18. Голик Богдан Євгенович
19. Трач  Андрій Петрович
20. Миронюк Богдан Степанович
21. Коцюбко Володимир Михайлович
22. Лобода Валентина Федорівна
23. Пінь Михайло Миколайович
24. Шепета Віктор Михайлович
25. Кріцак Михайло Антонович
26. Білик Мирослав Миколайович
27. Павличак Сергій Володимирович
28. Кузів Павло Григорович
29. Буграк Володимир Васильович
30. Запорожець Віктор Васильович
31. Мерена Ігор Семенович
32. Костишин Степан Володимирович
33. Збриський Василь Миронович
34. Сливка Роман Михайлович
35. Росоловський Володимир Олексійович
36. Василюк Лариса Володимирівна
37. Савіцький Ігор Іванович
38. Батринчук Борис Леонідович
39. Попко Василь Петрович
40. Воронін Володимир Миколайович
41. Миколенко Олег Михайлович
42. Була Петро Володими-рович
43. Баран Ірина Петрівна
44. Прокопів Олександр Зіновійович
45. Пінязь Григорій Євгенович
46. Шуль Оксана Мирославівна
47. Мальований Михайло Іванович
48. Кульпа Петро Володимирович
49. Казновецький Володимир Лук’янович
50. Ліснічук Ігор Захарович
51. Тимчишин Володимир Іванович
52. Усенко Олександр Борисович
53. Бевський Богдан Михайлович
54. Костик Антон Михайлович
55. Стойко Іван  Михайлович
56. Чибрас Володимир  Михайлович
57. Головач  Микола Йосифович
58. Долинний Володимир Васильович
59. Юрій Сергій Ілліч
60. Паньків Богдан Іванович
61. Панькуш Іван Степанович
62. Вовчук  Петро  Богданович
63. Токаренко Юрій  Мефодійович
64. Левків  Богдан Євгенович
65. Кульчинський  Богдан Георгійович
66. Лис Євген Євгенович
67. Басараба  Роман Іванович
68. Ткач Володимир  Михайлович
69. Петрук  Ліна Георгіївна
70. Лазар Михайло Павлович
71. Гута Іван Миколайович
72. Дутка Євген  Миколайович
73. Іванів  Андрій  Богданович
74. Комінко Ігор  Степанович
75. Сохацький  Михайло  Петрович
76. Сусук  Богдан Теодорович
77. Гуменюк Микола Миколайович
78. Парило Омеляна Омелянівна
79. Строцень  Богдан Степанович
80. Скибньовський Михайло Васильович
81. Шевчук  Федір  Назарович
82. Колодка Нестор  Михайлович
83. Жовтюк Василь  Ярославович
84. Курило  Володимир  Михайлович
85. Мизак Мирослав  Степанович
86. Матковський  Анатолій Борисович
87. Банадига  Ольга  Омелянівна
88. Вітвіцький  Олег  Іванович
89. Чубатий Володимир  Євгенович
90. Заруцький Юрій  Романович
91. Яворський Геннадій  Іванович
92. Качмарський Ігор  Володимирович
93. Зарічна Оксана  Несторівна
94. Ященко Василь  Миколайович
95. Караванський  Олег  Іванович
96. Шаварин Ганна  Миколаївна
97. Глібов Пилип  Онисимович
98. Бабій Сергій  Арсенович
99. Рокочий Богдан  Дмитрович
100. Триснюк Василь Миколайович
101. Барна Степан Степанович
102. Голик Петро Павлович
103. Джоджик Ярослав Іванович
104. Гавдида Наталія Іванівна
105. Болєщук Володимир Михайлович
106. Рій Євген Васильович
107. Шафранський Віталій Богданович
108. Кравець Василь Павлович
109. Степаненко Олександр Михайлович
110. Гульовський Володимир Орестович
111. Попик Василь Олександрович
112. Боберський Олег Володимирович
113. Ментух Фелікіссім Андрійович
114. Вардинець Ігор Степанович
115. Пастух Тарас Тимофійович
116. Гірняк Мирослав Ярославович
117. Савчук Олександр Петрович
118. Білик Любомир Степанович
119. Місько Віктор Володимирович
120. Смакоуз Віталій Георгійович

### IV скликання
Депутати 4-го скликання (2002—2006):
1. Зварич Орест Богданович
2. Муц Орест Павлович
3. Рекуш Ірина Володимирівна
4. Чубата Дарія Дмитрівна
5. Видойник Галина Іванівна
6. Гнатів Микола Ярославович
7. Гавдида Іван Михайлович
8. Синишин Іван Миколайович
9. Хлопась Андрій Антонович
10. Чибрас  Володимир Михайлович
11. Буртняк Михайло Миколайович
12. Костів-Гуска Ганна Михайлівна
13. Берник Мирон Степанович
14. Мизак Мирослав Степанович
15. Рубльовський Володимир Антонович
16. Сохацький Михайло Петрович
17. Гадз Петро Іванович
18. Козира Ілля Савович
19. Панькуш Іван Степанович
20. Рій Євген Васильович
21. Фреяк Йосип Васильович
22. Яворський Геннадій  Іванович
23. Гута Іван Миколайович
24. Ковальчук Володимир Михайлович
25. Комінко Ігор Степанович
26. Коціра Степан Євгенович
27. Пилипів Микола Іванович
28. Триснюк Василь Миколайович
29. Барчук Олег Олександрович
30. Глібов Пилип Онисимович
31. Жовтюк Василь Ярославович
32. Кобіс Степан Володимирович
33. Лазар Михайло Павлович
34. Синоверський Любомир Васильович
35. Біскуп Степан Іванович
36. Вороблевський Богдан Іванович
37. Гуменний Ігор Богданович
38. Дутка  Іван Володимирович
39. Сливка Роман Михайлович
40. Стасишин Олександр Сергійович
41. Вовчук Петро Богданович
42. Кунцьо Володимир Васильович
43. Лис Євген Євгенович
44. Ментух Фелікісім Андрійович
45. Рослий Юрій Володимирович
46. Хмельницький  Геннадій Казимирович
47. Боярчук Андрій Володимирович
48. Гнатишин Василь Григорович
49. Данильчик Катерина Іванівна
50. Дзьордзьо Юрій Павлович
51. Пиріг Ігор Миколайович
52. Солтис Михайло Йосипович
53. Данилюк Сергій Андрійович
54. Дорохов Валерій Олексійович
55. Козаков Григорій Костянтинович
56. Кравець Василь Павлович
57. Кучер Валентина Дмитрівна
58. Темченко Олександр Іванович
59. Гасюк Осип Амброзович
60. Гірняк Мирослав Ярославович
61. Жукінський Анатолій Олександрович
62. Курило Володимир Михайлович
63. Ребрина Василь Миколайович
64. Якубишин Богдан Кузьмич
65. Баранець Ярослав Дмитрович
66. Мацко Людмила Миколаївна
67. Паньків Богдан Іванович
68. Сосницький Валерій Володимирович
69. Урсуляк Мирослав Степанович
70. Ференц Василь Володимирович
71. Білик Мирослав Степанович
72. Корицький Григорій Іванович
73. Кривонос Володимир Павлович
74. Крижовачук Олег Петрович
75. Миколюк  Нестор Стефанович
76. Стадницька Людмила Михайлівна
77. Бабій Іван Іванович
78. Качмарський Ігор Володимирович
79. Кушнір Ігор Богданович
80. Павлів Ростислав Йосипович
81. Максимов Віталій Вікторович
82. Юхимець Ігор Юрійович
83. Дутка Євген Миколайович
84. Маланюк Володимир Степанович
85. Стиранка Ярослав Володимирович
86. Хміль Стефан Володимирович
87. Шафранський Віталій Богданович
88. Яцух Степан Степанович
89. Болєщук Володимир Михайлович
90. Вардинець Ігор Степанович
91. Деревляний Василь Тимофійович
92. Крупа Марія Петрівна
93. Кулик Степан Михайлович
94. Шаварин Ганна Миколаївна
95. Басараба Роман Іванович
96. Батрин Павло Іванович
97. Білик Любомир Степанович
98. Мармус Володимир Васильович
99. Степаненко Олександр Михайлович
100. Вовчок Андрій Миколайович
101. Караванський Олег Іванович
102. Паращинець Микола Софатович
103. Попик Василь Олександрович
104. Романюк Євстахій Володимирович
105. Янович Петро Захарович

### III скликання
Депутати 3-го скликання (1998—2002):
1. Андрушків Богдан Миколайович
2. Байрак Сергій Нестерович
3. Балан Степан Миколайович
4. Батрин Павло Іванович
5. Бейко Борислав Миколайович
6. Білик Любомир Степанович
7. Білик Мирослав Степанович
8. Вардинець Ігор Степанович
9. Венгер Богдан Левкович
10. Вершигора Володимир Григорович
11. Вивюрка Степан Васильович
12. Видойник Галина Іванівна
13. Вовк Василь Григорович
14. Вовчук Петро Богданович
15. Вороблевський Богдан Іванович
16. Вуїв Іван Теофільович
17. Гаврилишин Володимир Петрович
18. Гарбузяк Степан Іванович
19. Гевко Богдан Матвійович
20. Герета Ігор Петрович
21. Гірняк Мирослав Ярославович
22. Гребеняк Тарас Володимирович
23. Дзьордзьо Юрій Павлович
24. Долішняк Дмитро Михайлович
25. Дутка Євген Миколайович
26. Жукінський Анатолій Олександрович
27. Закалюк Зеновій Іванович
28. Зарембський Богдан Іванович
29. Зварич Орест Богданович
30. Івашко Ілля Васильович
31. Караванський Олег Іванович
32. Карпик Ярослав Михайлович
33. Кобзар Богдан Михайлович
34. Ковальчук Володимир Михайлович
35. Козаков Григорій Костянтинович
36. Коломийчук Василь Степанович
37. Комінко Ігор Степанович
38. Корицький Григорій Іванович
39. Костів-Гуска Ганна Михайлівна
40. Коціра Степан Євгенович
41. Кравець Василь Павлович
42. Кривонос Володимир Павлович
43. Крук Володимир Миколайович
44. Кушлик Богдан Іванович
45. Кушнір Ігор Богданович
46. Лазар Михайло Павлович
47. Марків Петро Євгенович
48. Мармус Володимир Васильович
49. Ментух Фелікісім Андрійович
50. Невістюк Іван Васильович
51. Олійник Василь Михайлович
52. Олійник Михайло Іванович
53. Павліський Василь Михайлович
54. Пиріг Ігор Миколайович
55. Підгірна Стефанія Іванівна
56. Попадинець Ігор Миколайович
57. Попик Василь Олександрович
58. Проник Юрій Дмитрович
59. Ракочий Богдан Дмитрович
60. Сава Михайло Михайлович
61. Синишин Іван Миколайович
62. Синоверський Любомир Васильович
63. Скалецький  Ігор Миколайович
64. Сливка Роман Михайлович
65. Стасишин Олександр Сергійович
66. Стебло Микола Іванович
67. Стиранка Ярослав Володимирович
68. Схаб Валерій Степанович
69. Тарасюк Ігор Григорович
70. Темченко Олександр Іванович
71. Троян Степан Матвійович
72. Урсуляк Мирослав Степанович
73. Фальфушинський Іван Макарович
74. Ференц Василь Володимирович
75. Фреяк Йосип Васильович
76. Харчишин Володимир Євгенович
77. Хлопась Андрій Антонович
78. Царьова Ольга Степанівна
79. Цвігун Михайло Михайлович
80. Чибрас Володимир Михайлович
81. Чорний Володимир Павлович
82. Чорноокий Микола Семенович
83. Чубата Дарія Дмитрівна
84. Шевчук Євген Михайлович
85. Шкільний Володимир Петрович
86. Шпікула Маріан Васильович
87. Штогрин Йосип Іванович
88. Якубишин Богдан Кузьмович
89. Якубовський Богдан Миколайович
90. Яремчук Роман Юліанович

### XXIII скликання
Депутати 23-го скликання (1994—1998):
1. Андрунців Михайло Васильович
2. Андрушків Богдан Миколайович
3. Білик Любомир Степанович
4. Боднар Степан Миколайович
5. Бойчук Іван Васильович
6. Боровий Модест Володимирович
7. Валігурський Ярослав Іванович
8. Вершигора Володимир Григорович
9. Вовчук Петро Богданович
10. Вуїв Іван Теофілович
11. Герета Ігор Петрович
12. Гладун Володимир Федорович
13. Грицаюк Віктор Григорович
14. Гутор Михайло Степанович
15. Данилюк Сергій Андрійович
16. Данильчик Катерина Іванівна
17. Джоджик Ярослав Іванович
18. Дзьордзьо Юрій Павлович
19. Дикий Мирон Петрович
20. Дронь Павло Ярославович
21. Дутка Євген Миколайович
22. Дутчак Михайло Антонович
23. Журавель Ярослав Іванович
24. Зварич Орест Богданович
25. Караванський Олег Іванович
26. Карп’як Ярослав Йосипович
27. Кінах Олег Петрович
28. Колінець Володимир Володимирович
29. Кулачковський Володимир Володимирович
30. Курницький Іван Іванович
31. Левченко Іван Трохимович
32. Легкодух Іван Григорович
33. Марків Петро Євгенович
34. Матвійків Микола Михайлович
35. Мирончук Володимир Миколайович
36. Мороз Ігор Петрович
37. Невістюк Іван Васильович
38. Негода В’ячеслав Андронович
39. Олійник Василь Михайлович
40. Олійник Орест Михайлович
41. Петрів Ярослав Петрович
42. Раїнчук Зеновій Геронович
43. Стебло Микола Іванович
44. Суканець Михайло Володимирович
45. Токарський Степан Володимирович
46. Томунь Василь Йосипович
47. Тофан Петро Іванович
48. Хаварівський Богдан Васильович
49. Царьова Ольга Степанівна
50. Шевчук Іван Степанович
51. Штогрин Микола Олександрович
52. Щепановський Адам Михайлович
53. Якубишин Богдан Кузьмович

### XXII скликання
Депутати 22-го скликання (1990—1994):
1. Андрусяк Богдан Олексійович
2. Б’єля Олексій Дмитрович
3. Барабаш Олександр Каленикович
4. Білик Любомир Степанович
5. Блощук  Еофалія Петрівна
6. Бойко Богдан Федорович
7. Бойко Іван Дмитрович
8. Бойчук Іван Васильович
9. Боровий Модест Володимирович
10. Бородій  Олег Олексійович
11. Вересюк Василь Іванович
12. Викалюк Юрій Федорович
13. Вовк Андрій Павлович
14. Вовк Василь Григорович
15. Вовчук Петро Богданович
16. Вороний Ярослав Іванович
17. Вуїв Іван Теофілович
18. Герета Ігор Петрович
19. Герман Олег Михайлович
20. Глух Роман Леонович
21. Глушик Богдан Володимирович
22. Гнатишин Богдан Павлович
23. Городиський Богдан Іванович
24. Григоренко Олександр Михайлович
25. Гром’як Роман Теодорович
26. Гуйо Ганна Станіславівна
27. Данильчик Катерина Іванівна
28. Демборинський Володимир Петрович
29. Демко Зіновій Теодорович
30. Дикий Мирон Петрович
31. Дідилівська Ольга Миколаївна
32. Діч Олександр Костянтинович
33. Домінік Євгенія Володимирівна
34. Дундій Сергій Григорович
35. Дячук Євген Ярославович
36. Желіховський Юрій Васильович
37. Завадська Катерина Павлівна
38. Заєць Володимир Якович
39. Замрикіт Ярослав Андрійович
40. Зарудний Андрій Антонович
41. Заставецький Богдан Іванович
42. Зубанюк Микола Пилипович
43. Іванов Василь Савелійович
44. Іваноньків Богдан Михайлович
45. Іліщук Петро Васильович
46. Кадюк Степан Степанович
47. Караванський Олег Іванович
48. Карп’як Ярослав Йосипович
49. Кащук Ананій Якидонович
50. Кливець Богдан Дмитрович
51. Кміта Наталія Антонівна
52. Ковальський Володимир Васильович
53. Ковальчук Василь Володимирович
54. Коціра Степан Євгенович
55. Кочерук Олексій Степанович
56. Кривонос Володимир Павлович
57. Крук Володимир Миколайович
58. Крупа Лев Миколайович
59. Куземко Марія Василівна
60. Кузимків Володимир Миколайович
61. Кульчинський Богдан Георгійович
62. Курасов Анатолій Олексійович
63. Курницький Іван Іванович
64. Кучеренко Анатолій Іванович
65. Левицький Михайло Васильович
66. Левченко Олександр Володимирович
67. Литвинчук Віктор Юхимович
68. Луковський Станіслав Феліксович
69. Лучка Іван Володимирович
70. Мазур Петро Євстахійович
71. Маланчук Любомир Михайлович
72. Маришев Віктор Володимирович
73. Мартинов Віктор Іванович
74. Матіяш Роман Іванович
75. Маховський Іван Іванович
76. Мегедин Іван Володимирович
77. Мельничайко Володимир Ярославович
78. Мирончук Володимир Миколайович
79. Мізоцький Зіновій Лонгинович
80. Мороз Борис Андрійович
81. Морозовський Франко Корнилович
82. Мотрук Василь Іванович
83. Наліжитий Антон Йосипович
84. Невістюк Іван Васильович
85. Негода Вячеслав Андронович
86. Николяк Борис Володимирович
87. Новак Володимир Сергійович
88. Огир Олександр Володимирович
89. Олійник Василь Михайлович
90. Пальчинський Володимир Миколайович
91. Петрів Володимир Михайлович
92. Петрук-Попик Георгій Михайлович
93. Полівчак Олексій Андрійович
94. Равлів Ігор Петрович
95. Радіонов Іван Степанович
96. Раїнчук Зіновій Геронович
97. Репета Богдан Олексійович
98. Розвадовський Олег-Григорій Іванович
99. Савак Богдан Маркіянович
100. Самець Степан Іванович
101. Семчишин Василь Іванович
102. Скакун Володимир Кирилович
103. Склярик Ярослав Іванович
104. Стародубець Володимир Олексійович
105. Стасишин Олександр Сергійович
106. Стебло Микола Іванович
107. Степаненко Олександр Михайлович
108. Ткаченко Іван Іванович
109. Ткачик Богдан Іванович
110. Тугарова Ольга Семенівна
111. Фарина Ігор Андрійович
112. Федина Василь Миколайович
113. Федорчук Богдан Петрович
114. Фреяк Йосип Васильович
115. Футорський Олег Михайлович
116. Хмелівський Юрій Іванович
117. Цвігун Михайло Михайлович
118. Чуфай Василь Миколайович
119. Шапаренко Олександр Іванович
120. Швець Ростислав Пилипович
121. Шемчук Віктор Миколайович
122. Шикула Ярослав Петрович
123. Шкільна Ярослава Володимирівна
124. Яворський Геннадій Іванович
125. Якубишин Богдан Кузьмич

## Структура

### Президія

#### П'яте скликання
| Прізвище, Ім'я, прізвище | Посада |
| ------------------------ | --- |
| Василь Хомінець          | голова Тернопільської обласної ради |
| Сергій Тарашевський      | перший заступник голови |
| Олег Боберський          | заступник голови |
| Леонід Бицюра            | голова постійної комісії з питань законності та правової політики, здійснення демократичного цивільного контролю над Воєнною організацією і правоохоронними органами держави                                 |
| Володимир Болєщук        | уповноважений представник депутатської фракції Української народної партії |
| Євген Дутка              | уповноважений представник депутатської фракції «Наша Україна» |
| Леонід Ковальчук         | голова постійної комісії з питань охорони здоров'я, сім'ї, материнства і дитинства |
| Микола Пилипів           | уповноважений представник депутатської фракції Тернопільської обласної організації Єдиного Центру |
| Олег Крижовачук          | голова постійної комісії з питань агропромислового комплексу та земельних відносин |
| Зіновій Крушельницький   | уповноважений представник депутатської фракції Блоку Литвина |
| Тарас Пастух             | голова постійної комісії з питань регламенту, депутатської етики та організації роботи обласної ради |
| Ігор Попадинець          | голова постійної комісії з питань охорони навколишнього природного середовища та природокористування |
| Михайло Тимошик          | голова постійної комісії з питань духовності, культури, свободи слова та інформації |
| Степан Турецький         | голова постійної комісії з питань енергозабезпезпечення, енергозбереження, науково-технічного розвитку та інноваційних технологій                                                                            |
| Олександр Самсоненко     | голова постійної комісії з питань планування територій, архітектури, будівництва, будівельної індустрії, дорожнього і житлово-комунального господарства та благоустрою територій                             |
| Олександр Стадник        | голова постійної комісії з питань бюджету |
| Володимир Стаюра         | голова постійної комісії з питань соціально-економічного розвитку, промислової політики, транспорту та зв'язку, інвестицій, підприємництва, зовнішньоекономічної діяльності                                  |
| Павло Федик              | уповноважений представник депутатської фракції Партії регіонів |
| Марія Чашка              | уповноважений представник депутатської фракції Всеукраїнського об'єднання «Свобода», голова постійної комісії з питань соціальної політики та праці, міграції, у справах пенсіонерів, ветеранів та інвалідів |
| Віталій Шафранський      | голова постійної комісії з питань освіти, науки, молодіжної політики, спорту, туризму та курортно-рекреаційної діяльності                                                                                    |

#### Шосте скликання
- Віктор Овчарук — голова.
- Василь Деревляний — перший заступник голови;
- Любомир Крупа — заступник голови;

### Дорадчі органи
- Економічна рада Тернопільської області — консультативно-дорадчий орган, створений у грудні 2002 з ініціативи групи депутатів обласної ради та представників наукової громадськості. До неї входять вчені, політики, представники громадських організацій, фахівці у сфері управління та господарювання, народні депутати України. Співголовами є голова обласної ради та голова ОДА[7]. Основні завдання:
  - вироблення організаційних механізмів для забезпечення координації розвитку економічного потенціалу області;
  - забезпечення альтернативності в прийнятті управлінських рішень;
  - вироблення пропозицій для визначення регіональних пріоритетів розвитку продуктивних сил;
  - надання консультативної допомоги при складанні тер. балансів труд., фінансових, матеріальних ресурсів, грошових доходів і видатків;
  - розгляд пропозицій щодо підвищення інвестиційної привабливості області, конкуренто-епромож. підприємств та ін.

## Очільники

### Голови виконкому
| Вступ на посаду | Закінчення повноважень | особа                    | примітки                                                                          |
| --------------- | ---------------------- | ------------------------ | --------------------------------------------------------------------------------- |
| листопад 1939   | 1940                   | В. М. Ягленко            |                                                                                   |
| 1940            | 1941                   | Михайло Слонь            |                                                                                   |
| липень 1944     | травень 1946           | Яків Артюшенко           |                                                                                   |
| травень 1946    | січень 1949            | Григорій Гришко          |                                                                                   |
| січень 1949     | вересень 1951          | Марко Ткачук             |                                                                                   |
| жовтень 1951    | травень 1958           | Федір Пізнак             |                                                                                   |
| травень 1958    | травень 1971           | Василь Лисенко           |                                                                                   |
| травень 1971    | липень 1982            | Іван Ілляш               |                                                                                   |
| липень 1982     | березень 1985          | Олександр Ткаченко       | 4-й Голова Верховної Ради України (III скликання) з 7 липня 1998 до 1 лютого 2000 |
| березень 1985   | січень 1990            | Олександр Товстановський |                                                                                   |
| січень 1992     | квітень 1992           | Богдан Бойко             |                                                                                   |

### Голови ради
| Вступ на посаду   | Закінчення повноважень | особа                  | примітки |
| ----------------- | ---------------------- | ---------------------- | -------- |
| квітень 1990      | 27 червня 1990         | Валентин Острожинський |          |
| 27 червня 1990    | 26 липня 1990          | Любомир Маланчук       |          |
| 25 листопада 1990 | грудень 1990           | Василь Олійник         |          |
| грудень 1990      | 15 січня 1992          | Василь Олійник         |          |
| 15 січня 1992     | 22 березня 1992        | Богдан Бойко           |          |
| березень 1992     | червень 1994           | Богдан Бойко           |          |
| 26 червня 1994    | липень 1995            | Борис Косенко          |          |
| липень 1995       | 26 листопада 1996      | Борис Косенко          |          |
| 26 листопада 1996 | квітень 1998           | Іван Бойчук            |          |
| 28 квітня 1998    | квітень 2002           | Василь Олійник         |          |
| 3 травня 2002     | 20 квітня 2005         | Анатолій Жукінський    |          |
| 20 квітня 2005    | 30 січня 2006          | Василь Кравець         |          |
| 30 січня 2006     | 16 травня 2006         | Анатолій Жукінський    |          |
| 18 травня 2006    | березень 2009          | Михайло Миколенко      |          |
| 26 березня 2009   | 23 листопада 2012      | Олексій Кайда          |          |
| 31 жовтня 2013    | 8 грудня 2015          | Василь Хомінець        |          |
| 8 грудня 2015     | 25 листопада 2020      | Віктор Овчарук         |          |
| 25 листопада 2020 | 26 жовтня 2023         | Михайло Головко        |          |

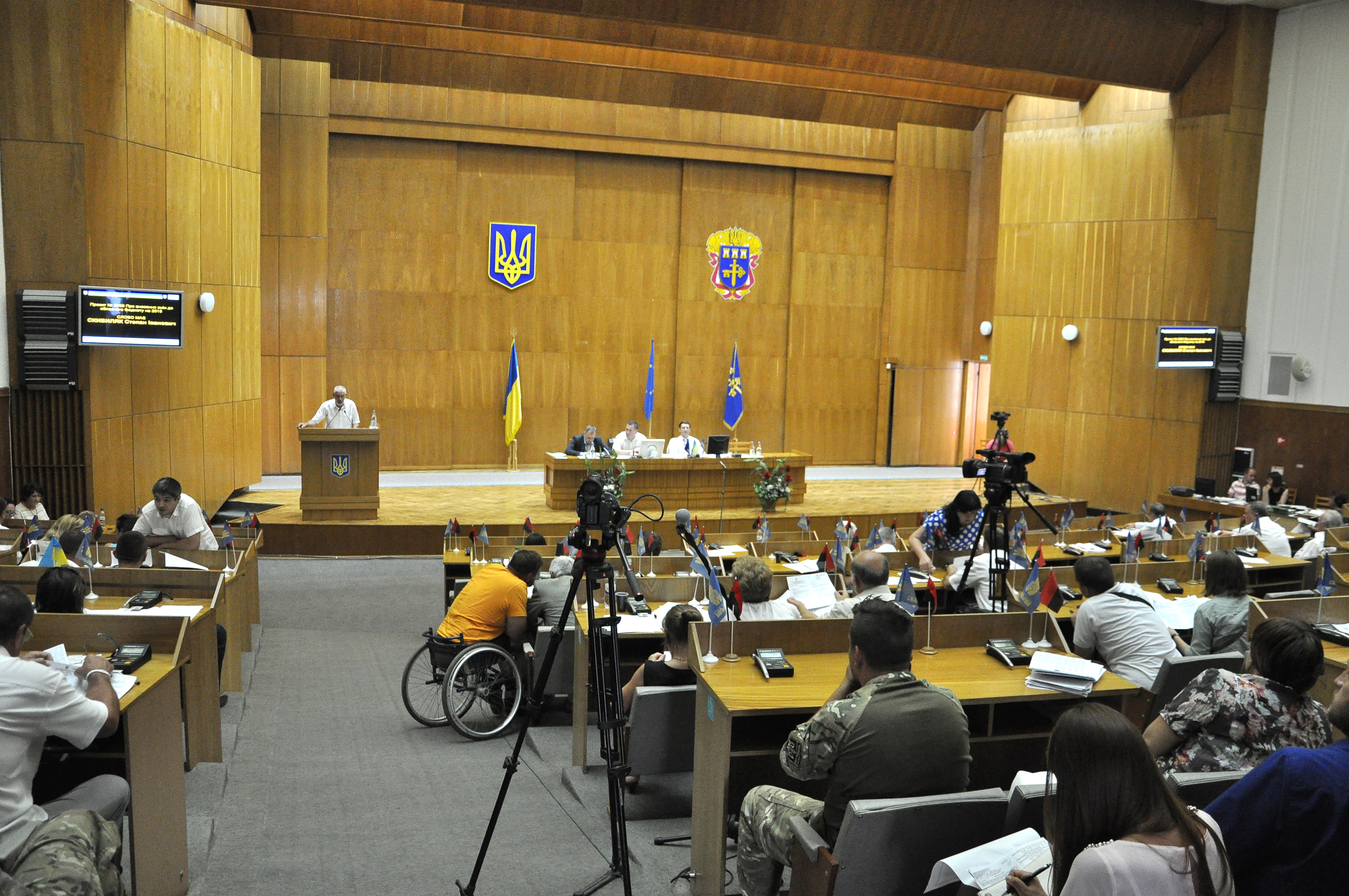
У сесійній залі під час 52 сесії
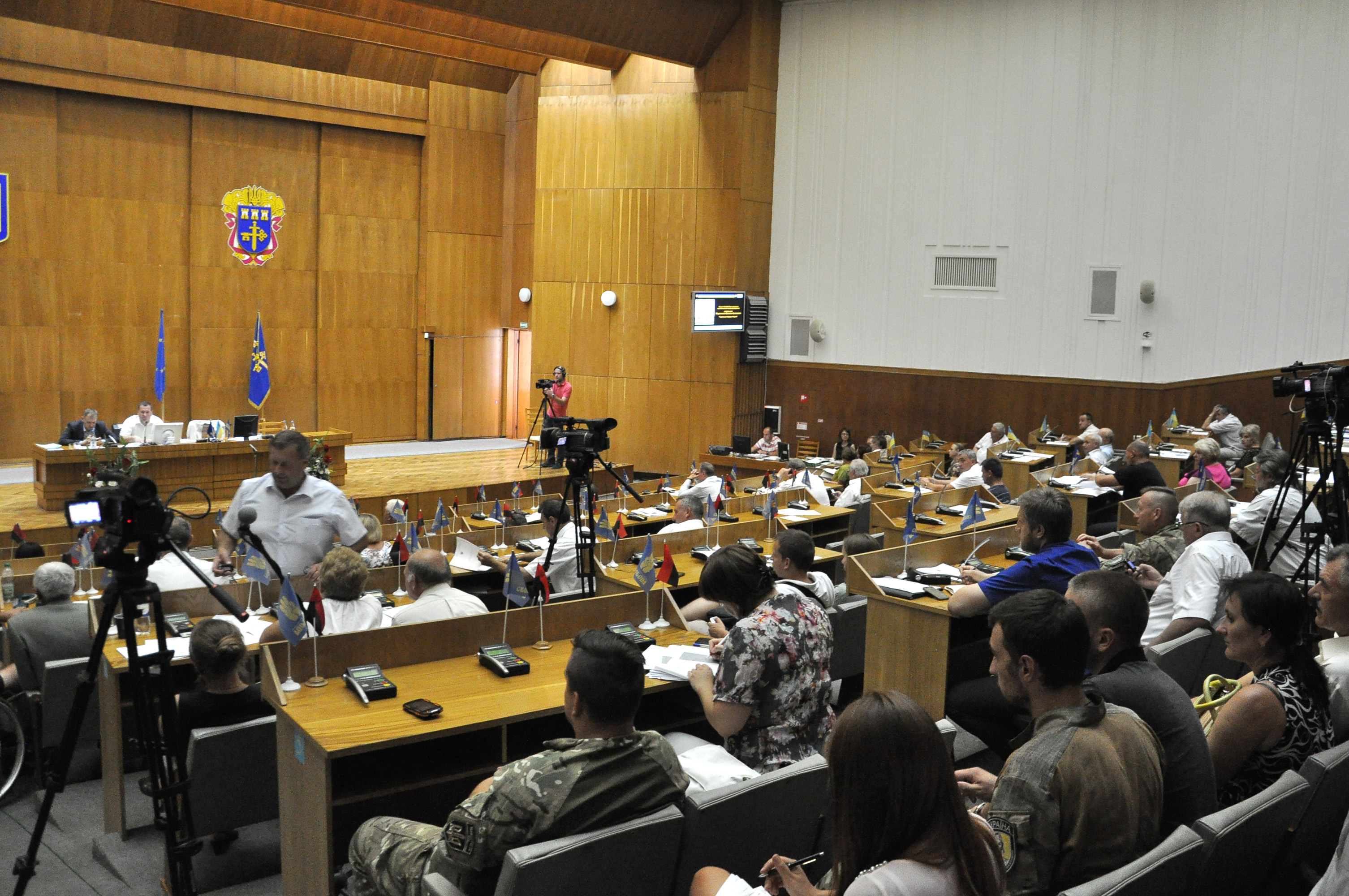
У сесійній залі під час 52 сесії
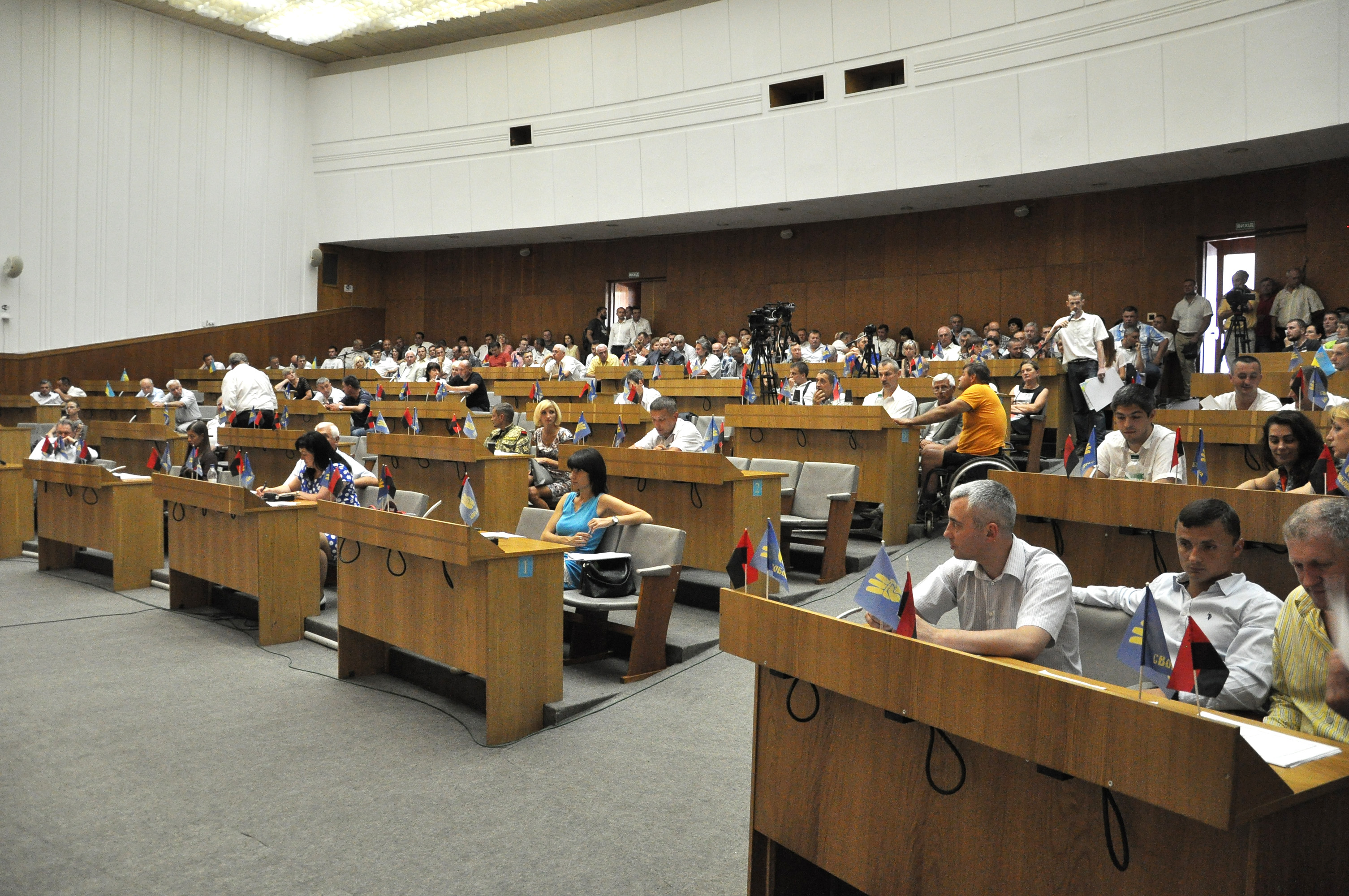
У сесійній залі під час 52 сесії
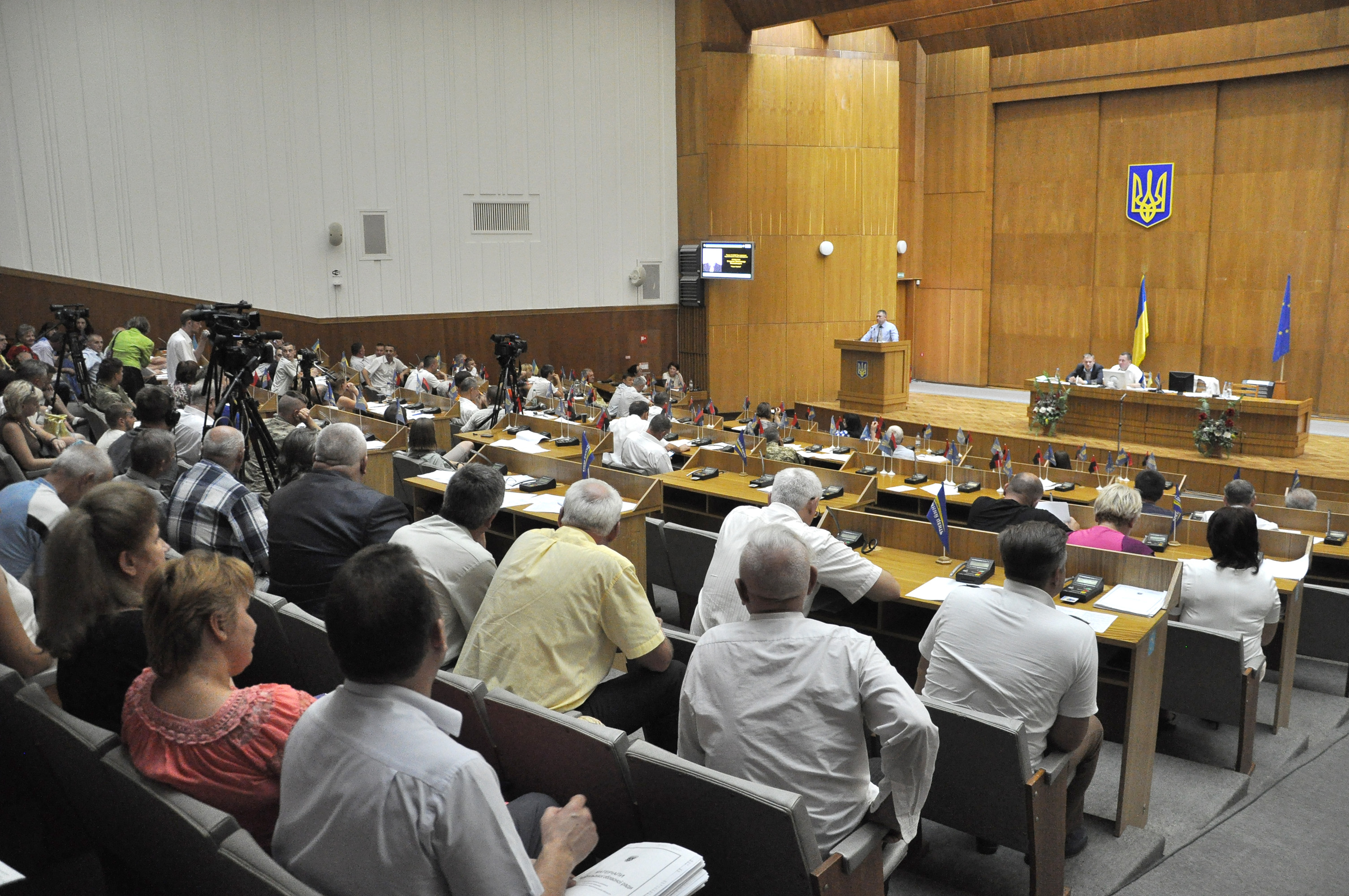
У сесійній залі під час 52 сесії
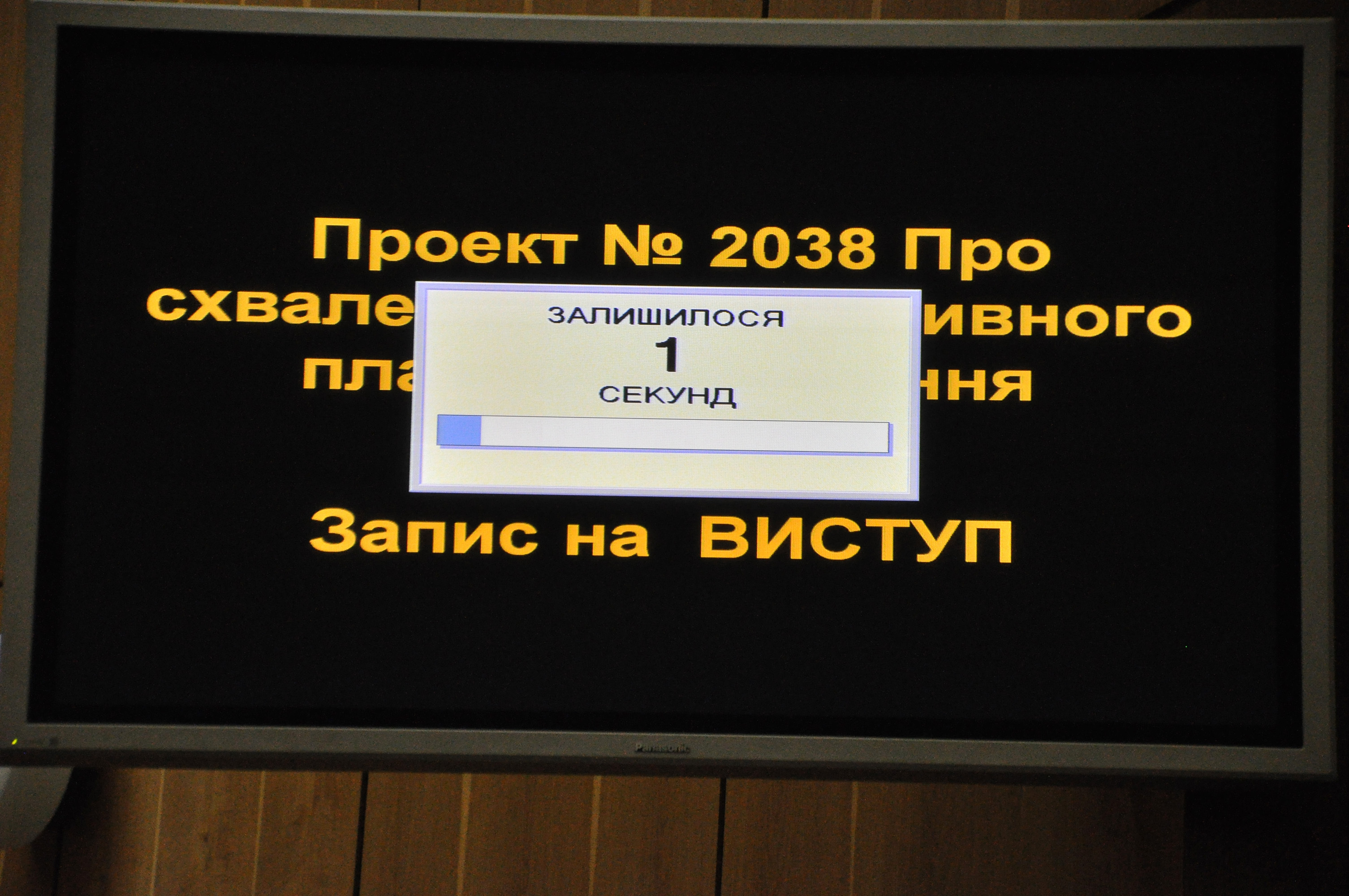
Табло
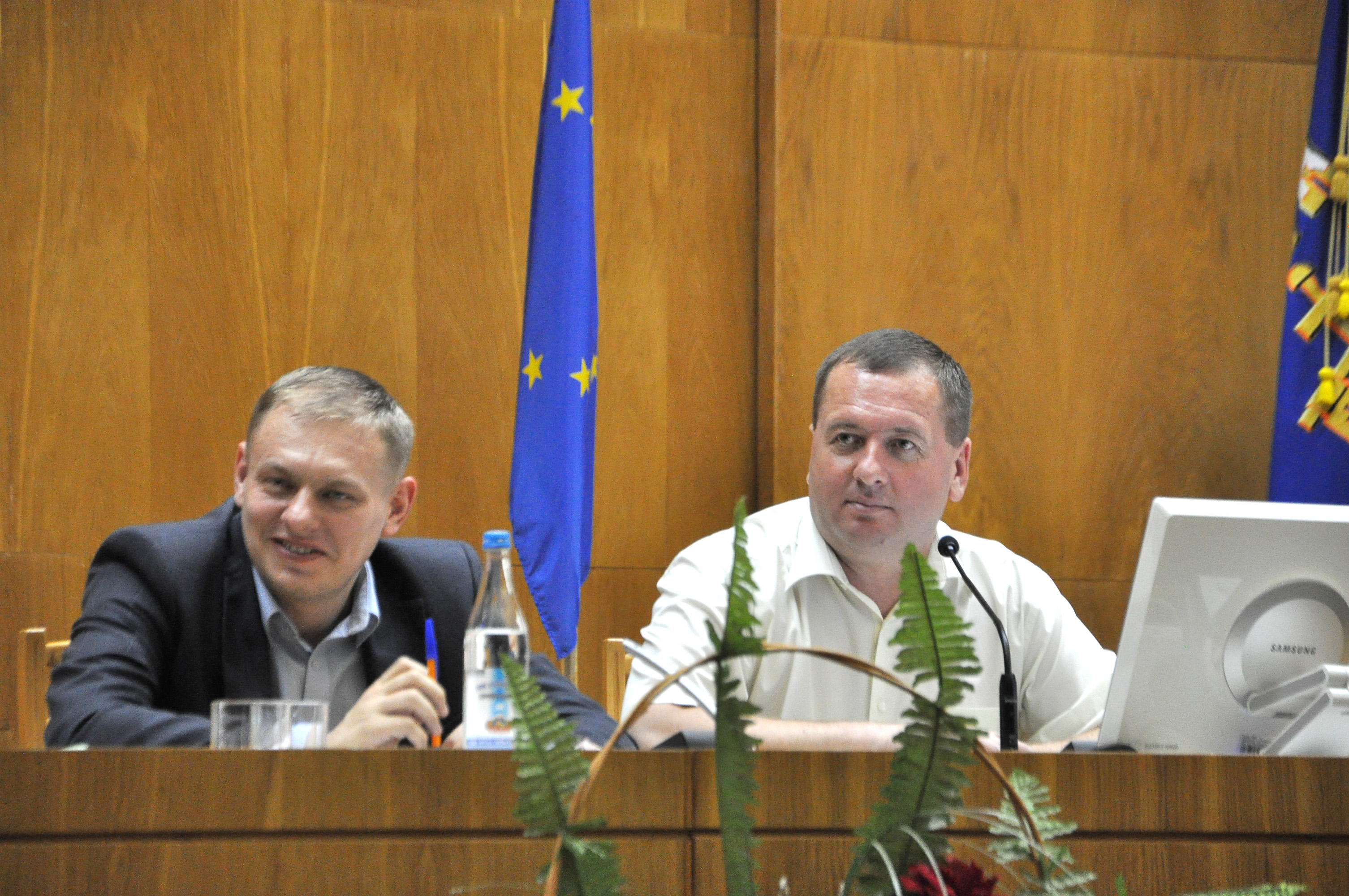
У президії заступник голови обласної ради Олег Боберський та ексголова обласної ради Василь Хомінець

## Див.також
- Місцеві вибори в Тернопільській області 2020